# تپه گنبد معدن سنگ
تپه گنبد معدن سنگ مربوط به کالکولتیک (مس‌سنگی) ـ عصر برنز ـ هزاره اول (پیش از میلاد) - هزاره دوم (پیش از میلاد) - دوره اسلامی قرن ۶ تا ۸ ه.ق است و در شهرستان تکاب، بخش تخت سلیمان، دهستان چمن، روستای گنبد واقع شده است. این اثر در تاریخ ۳۰ دی ۱۳۸۵ با شمارهٔ ثبت ۱۶۸۰۷ به عنوان یکی از آثار ملی ایران به ثبت رسیده است.